# Звягільський Юхим Леонідович
Юхи́м Леоні́дович Звягі́льський (20 лютого 1933, Сталіне (нині Донецьк, Україна), Українська СРР — 6 листопада 2021, Київ, Україна) — український політичний та громадський діяч, виконувач обов'язків Прем'єр-міністра України (з вересня 1993 по червень 1994), 4-й віце-прем'єр-міністр України, народний депутат України I—VIII скликань (1990—2019), директор шахтоуправління Куйбишевська (1970—1979), директор шахти імені Засядька (1979—1992). 
Герой Соціалістичної Праці (1986), Герой України (2003), лауреат Державної премії України в галузі науки і техніки (2002), доктор технічних наук (2001), професор (1992). Заслужений шахтар УРСР. Почесний громадянин Донецька. Співпрезидент Єврейської конференції України. Один зі співзасновників та колишній член Партії регіонів. Єдиний депутат, який був у всіх перших восьми скликаннях Верховної Ради України.

## Біографія
Народився 20 лютого 1933 року в Сталіному (нині Донецьк) в родині службовця Леоніда Звягільського.
1956 року закінчив Донецький індустріальний інститут, здобув спеціальність гірничого інженера. Працював на шахті № 13 тресту «Куйбишеввугілля» помічником начальника, потім — начальником вугільної дільниці, головним інженером, директором. Одночасно займався науковою діяльністю. Від 1975 року — директор шахтоуправління «Куйбишевське» виробничого об'єднання «Донецьквугілля». Від 1979 року — директор шахти ім. Засядька виробничого об'єднання «Донецьквугілля».
На хвилі страйку шахтарів у 1989 році успішно балотується до складу першого скликання Верховної Ради України від КПРС. Його відносини зі спікером Верховної Ради, а після 1991 року — Президентом України Леонідом Кравчуком, складалися достатньо складно, ґрунтуючись на постійному шантажі зі сторони «донецьких». Коли почався розпад Радянського Союзу у 1991 році, Звягільський неодноразово заявляв Кравчуку, що Донецька область може прагнути такої ж самої автономії, що і Кримська область та навіть можливість відновлення Донецько-Криворізької республіки.
Завдяки успішному застосуванню антиукраїнського шантажу, Звягільський отримав від Кравчука згоду на виділення державних дотацій для шахт Донбасу.
Тоді ж, 1991 року, створює «Перший український міжнародний банк», який спочатку був створений для здійснення зовнішньоторговельних операцій шахт Донецької області та згодом у 2005 році проданий холдингу SCM Ріната Ахметова.
Від листопада 1992 року — голова Донецької міської ради народних депутатів та голова виконкому. В цьому статусі Звягільський вперше промовив знаменитий лозунг «Донбас ніхто не поставить на коліна!», який з 2014 року активно використовують прихильники так званої «ДНР». Це сталося під час чергового організованого ним страйку шахтарів у 1993 році.
У 1993 році Звягільський входить до складу Кабінету міністрів тодішнього прем'єр-міністра Леоніда Кучми. У червні 1993 року призначений першим віце-прем'єр-міністром України, а у вересні 1993 року на нього покладено виконання обов'язків прем'єр-міністра України. Навесні 1994 року обраний Народним депутатом України 2-го скликання. 4 липня 1994 року звільнений з посади першого віце-прем'єра.
В ході компанії по виборах президента України 1994 року був однією з головних мішеней критики опозиції президентові Леоніду Кравчуку, звинувачувався у зловживанні службовим положенням тощо. В результаті цієї компанії, тиску і погроз, опинився під слідством.
У 1994 році навколо персони Звягільського вибухнув величезний скандал, унаслідок якого щодо нього було відкрито справу в зв'язку з перевищенням ним своїх службових повноважень. Щоб не сідати за ґрати, нардеп був змушений сховатися в Ізраїлі в надії, що колись дебати вщухнуть.
Звягільського також звинувачували у вивезенні у 1994 році 300 млн доларів нелегальної готівки до Ізраїлю за допомогою ізраїльської спецслужби «Натів».
З листопада 1994 по березень 1997 року переховувався від слідства в Ізраїлі. Ближче до кінця 1990-х рр. опозиція знайшла підтримку у Верховній Раді та відправила у Генпрокуратуру запит про порушення кримінальної справи проти Кучми, Звягільського і колишнього міністра Євгена Лобова за привласнення і розтрату 12 млн німецьких марок, які належали державі. У запиті фігурували такі поняття, як «організована злочинна група» і «незаконне привласнення в особливо великих розмірах». Заявлялося, що Юхим Леонідович розтратив виділені ФРН кошти в складі злочинного угруповання. Звернення не призвело до жодних юридичних наслідків, що пояснювалося у ЗМІ впливом Звягільського.
Після повернення в Україну розгорнув активну політичну діяльність і став головою правління орендарів ОП «Шахта імені О. Ф. Засядька», яке тоді постійно фігурувало в заголовках в зв'язку з численними аваріями зі смертельними наслідками.
У 1998—2002 роках — Народний депутат України 3-го скликання, активно займається будівництвом партійного осередку нової на той момент політичної сили на сході України — Партії регіонів. Член Комітету у закордонних справах і зв'язках з СНД. Народний депутат IV скл. з квітня 2002 року.
У 1999 році разом з депутатами Володимиром Рибаком та Миколою Янковським співпрацював з об'єднанням «За єдність, згоду і відродження»
У 2006 році став народним депутатом України (№ 9 списку Партії регіонів). У 2007 році вперше в історії України вшосте став народним депутатом України (знову дев'ятий номер списку Партії регіонів). У 2012 році усьоме став народним депутатом України від Партії регіонів (ОВО № 45), і найстаршим депутатом Верховної Ради України.
Протягом 2006—2007 року — нардеп і одночасно член фракції Партії регіонів. З 2007 по 2012 рік — нардеп Партії регіонів.
У 2014 році стає народним обранцем від Опозиційного блоку, а також членом фракції. Входив до Комітету Верховної Ради України з питань паливно-енергетичного комплексу.
Під час Євромайдану, 16 січня 2014 року, проголосував за «диктаторські» закони й не голосував за їх скасування.
На позачергових парламентських виборах 2014 року знову здобув перемогу в одномандатному окрузі № 45. При цьому вибори відбулися лише на чотирьох дільницях округу.
Був членом Комітету Верховної Ради України у закордонних справах та співголовою Єврейської конфедерації України.
Влітку 2019 року восьмикратний народний депутат відмовився від участі в дев'ятих на його рахунку парламентських виборах і вийшов на пенсію у віці 86 років.

Могила Юхима Звягільського, Байкове кладовище

4 листопада 2021 року потрапив до реанімації через ускладнення від COVID-19, помер 6 листопада в Києві на 89-му році життя. Похований 9 листопада на центральній алеї Байкового кладовища (ділянка № 42а, 50°25′19.2″ пн. ш. 30°30′26.83″ сх. д. / 50.422000° пн. ш. 30.5074528° сх. д.).

## Доходи
Юхим Звягільський був досить заможною людиною й не приховував цього. Згідно з оцінкою незалежних експертів, в період із 2010 по 2013 роки його статки оцінювалися в 170—240 мільйонів гривень. У 2017 році він задекларував дохід, що перевищував 16 мільйонів гривень. Заощадження в банках складали 85 млн 472 тис. гривень, 1 млн 442 тис. доларів і 183 тис. євро, також політик декларував 1 млн 300 тис. гривень, 87 тис. доларів і 19 тис. євро готівкою, дружина нардепа декларувала 140 тис. гривень і 17 тис. доларів. Звягільський заявляв права на два авто марок Lexus і BMW 760LI.

## Чутки та скандали
Будучи багаторічним директором донецької шахти імені Засядька, саме Юхим Леонідович є відповідальним за її катастрофічний технічний знос, постійне недотримання норм експлуатації та безпеки, що спричинило за собою численні жертви серед гірників. У період із 1999 по 2015 роки на шахті сталося шість великих аварій, які забрали сотні життів. При цьому самого Звягільського жодного разу не було притягнуто хоча б до дисциплінарної відповідальності за допущення аварійних ситуацій.
Згідно з поширеною думкою, як важіль тиску на Київ він придумав ідею створення Південно-Східної Української Автономної Республіки, яку в народі назвали ПіСУАР. Метою проєкту був шантаж уряду з метою збереження субсидування донецьких і луганських шахт, більшість яких є збитковими, та невтручання в корупційні справи керівників галузі. Вважалося, що субсидії та лояльності з Києва гарантувала б владі спокій від можливих сепаратистів.
Численні джерела стверджують, що Звягільський кілька десятиліть був громадянином Ізраїлю, що порушує норми українського законодавства та позбавляє права обіймати державні посади.
Саме Звягільського називають батьком української корупції та одним з організаторів перших незаконних схем у парламенті й верхівці виконавчої влади, коли за певні гроші можна вирішити будь-які питання.
Окремі ЗМІ частково покладали на Звягільського відповідальність за підтримку проросійських настроїв, а після і бойовиків, які спровокували війну на сході України і окупацію Криму й Донбасу російською армією.
Депутата від одного з найбідніших регіонів України ловили на незаконних активах. Зокрема, на онуку політика нібито було оформлено розкішний особняк у Швейцарії, вартістю в мільйони доларів.
Нардепа звинувачували в незаконному отриманні контролю за багатими ресурсами ділянками землі, зокрема, вугільними родовищами та нафтовими ділянками на сході країни.
Протягом останніх шести років Звягільського постійно звинувачували в незаконній комерційній діяльності на території так званої ДНР, торгівлі з бойовиками та окупантами. Зокрема зазначалося, що за роботу шахти імені Засядька та наявних там активів  український нардеп перераховував терористам сотні мільйонів російських рублів на рік.

## Нагороди та звання

### СРСР та УРСР
- Герой Соціалістичної Праці (1986).
- Ордени Леніна (1986), Жовтневої революції (1981), Трудового Червоного Прапора (1971).
- Медаль «За доблесну працю. В ознаменування 100-річчя з дня народження В. І. Леніна» (1970).
- Заслужений шахтар України (1979).

### Україна
- 20 лютого 2003, в день 70-річчя Юхима Звягільського, йому присвоєно звання Герой України з врученням ордена Держави за визначні особисті заслуги перед Українською державою у розвитку вугільної промисловості, багаторічну законотворчу діяльність[10].
- Орден князя Ярослава Мудрого IV ст. (27 квітня 2013) — за вагомий особистий внесок у соціально-економічний, науково-технічний, культурно-освітній розвиток Української держави, вагомі трудові досягнення, багаторічну сумлінну працю[11].
- Орден князя Ярослава Мудрого V ст. (18 серпня 2009) — за вагомий особистий внесок у державне будівництво, багаторічну сумлінну працю, високий професіоналізм та з нагоди 18-ї річниці незалежності України[12].
- Державна премія України в галузі науки і техніки 2002 року — за розробку і впровадження нових ресурсозберігаючих засобів кріплення і охоронних конструкцій капітальних виробок на основі геомеханіки системи «кріплення — породний масив», що забезпечують ефективну експлуатацію вугільних шахт України (у складі колективу)[13].
- Почесна грамота Кабінету Міністрів України (20 лютого 2003)[14].
- Почесний громадянин м. Донецька (1998).
- Одна з вулиць Донецька в Київському районі міста з 2003 року має ім'я Юхима Звягільського[15].